# مارتین کرین
مارتین کرین (انگلیسی: Martin Cranie؛ زادهٔ ۲۶ سپتامبر ۱۹۸۶) بازیکن فوتبال اهل بریتانیا است.
از باشگاه‌هایی که در آن بازی کرده‌است می‌توان به باشگاه فوتبال چارلتون اتلتیک، باشگاه فوتبال پورتسموث، باشگاه فوتبال کویینز پارک رنجرز، باشگاه فوتبال یئوویل تاون، باشگاه فوتبال بارنزلی، باشگاه فوتبال لوتون تاون، باشگاه فوتبال ساوت‌همپتون، باشگاه فوتبال ای‌اف‌سی بورنموث، باشگاه فوتبال کاونتری سیتی، و باشگاه فوتبال هادرزفیلد تاون اشاره کرد.
وی همچنین در تیم‌های ملی فوتبال زیر ۱۷ سال انگلستان، زیر ۱۸ سال انگلستان، زیر ۱۹ سال انگلستان، زیر ۲۰ سال انگلستان، و زیر ۲۱ سال انگلستان بازی کرده‌است.